# Golpilheira
Golpilheira ist eine Gemeinde (Freguesia) im portugiesischen Kreis Batalha. In ihr leben 1447 Einwohner (Stand 19. April 2021).